# 德里 (新罕布夏州)
德里（Derry, New Hampshire）是美國新罕布夏州的一座城鎮，位在羅京安縣，人口34,317人。原本是倫敦德里鎮的一部分，1827年獨立出來，名稱來自於北愛爾蘭的同名城市。德里是美國第一位太空人艾倫·謝潑德的出生地。

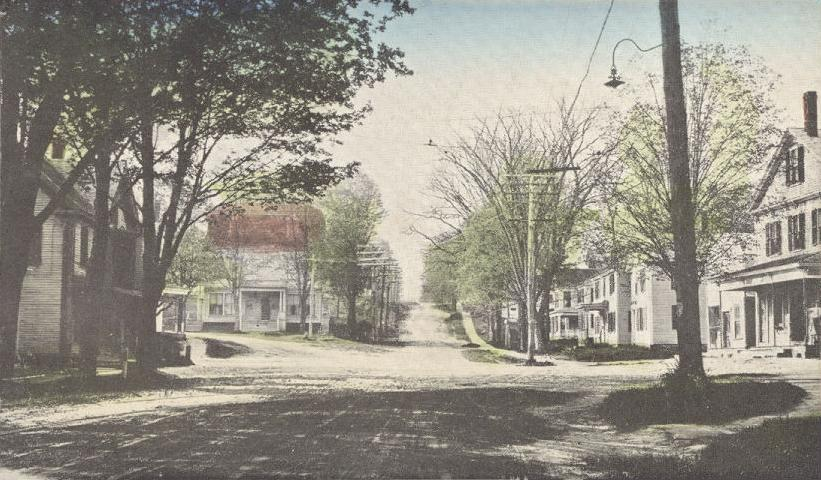
德里，1915年